# Paramelomys mollis
Il ratto dalla coda a mosaico montano dalla pelliccia soffice (Paramelomys mollis  Thomas, 1913) è un roditore della famiglia dei Muridi endemico della Nuova Guinea.

## Descrizione
Roditore di medie dimensioni, con la lunghezza della testa e del corpo tra 124 e 162 mm, la lunghezza della coda tra 112,2 e 140 mm, la lunghezza del piede tra 31,5 e 34,2 mm, la lunghezza delle orecchie tra 16,2 e 20,1 mm e un peso fino a 117 g.

La pelliccia è lunga, soffice e lanosa. Le parti superiori sono marroni, con dei riflessi rossastri. Le parti ventrali sono grigio-brunastre. Il dorso delle zampe è giallo-brunastro. La coda è più corta della testa e del corpo, scura sopra, più chiara sotto. Sono presenti 11 anelli di scaglie per centimetro, corredata ciascuna da un singolo pelo.

## Biologia

### Comportamento
È una specie terricola.

### Alimentazione
Si nutre di parti vegetali.

### Riproduzione
Si riproduce a dicembre. Le femmine danno alla luce un solo piccolo alla volta.

## Distribuzione e habitat
Questa specie è diffusa lungo la cordigliera centrale della Nuova Guinea, sui Monti Arfak e nel bacino del fiume Mamberano.
Vive nelle foreste tropicali montane e in vecchi campi agricoli tra 1.200 e 2.200 metri di altitudine.

## Conservazione
La IUCN Red List, considerato il vasto areale e la popolazione numerosa, classifica P.mollis come specie a rischio minimo (Least Concern).